# Hourtin
Hourtin es una comuna francesa, situada en el departamento de la Gironda, en la región de Nueva Aquitania en el suroeste de Francia. 

## Geografía
Hourtin, situado en las Landas del Médoc, comparte con Carcans el más grande lago natural de agua dulce de Francia después del lago Lemán, el Lago de Hourtin y Carcans, sobre el que se construyó en los ochenta el complejo turístico de Hourtin-Port dentro del marco del mejoramiento de la costa aquitana. El pequeño balneario de Hourtin-Plage se encuentra a 12 kilómetros del pueblo a orillas del Océano Atlántico (playa vigilada) . El municipio de Hourtin agrupa a numerosas aldeas: el burgo de Hourtin, Hourtin plage, Contaut, Piqueyrot y Lachanau.
Limita al norte con Naujac-sur-Mer y Lesparre-Médoc  , al este con Saint-Laurent-Médoc , al sur con Carcans y al oeste con el océano Atlántico .

## Historia
El lugar de Lachanau se constituyó de una manera particular; en efecto, por decisión del consejo municipal en 1956, 12 familias bordelesas fueron autorizadas a alquilar los terrenos de una superficie de 150 m² y a edificar construcciones precarias y desmontables. Los arrendamientos serían rescindibles todos los años. No fue hasta 1989 cuando el ayuntamiento decidió poner en venta las parcelas a los inquilinos.

## Demografía
| 2128 | 2063 | 2290 | 2048 | 2072 | 2324 | 2473 |
| Para los censos de 1962 a 1999 la población legal corresponde a la población sin duplicidades (Fuente: INSEE [Consultar]) |      |      |      |      |      |      |